# Кандаковська сільська рада
Кандако́вська сільська рада (рос. Кандаковский сельский совет) — муніципальне утворення у складі Кігинського району Башкортостану, Росія. Адміністративний центр — село Кандаковка.

## Населення
Населення — 1008 осіб (2019, 1227 в 2010, 1286 в 2002).

## Склад
До складу поселення входять такі населені пункти:
| Населений пункт         | Населення, осіб (2002) | Населення, осіб (2010) |
| ----------------------- | ---------------------- | ---------------------- |
| Кандаковка, село        | 385                    | 347                    |
| Первомайський, присілок | 120                    | 109                    |
| Султановка, присілок    | 254                    | 242                    |
| Юсупово, присілок       | 527                    | 529                    |